# Northrop XP-56 Black Bullet
XP-56 Black Bullet là một mẫu thử máy bay tiêm kích đánh chặn, do hãng Northrop chế tạo.

## Tính năng kỹ chiến thuật (XP-56 estimates)

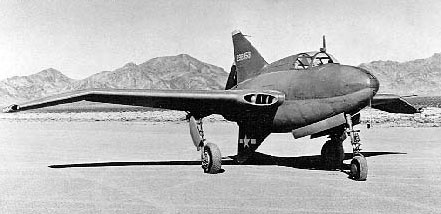
Northrop XP-56 Black Bullet, S/N 42-38353; chiếc thứ hai.

Đặc điểm tổng quát
- Kíp lái: 1
- Chiều dài: 27 ft 6 in (8,38 m)
- Sải cánh: 42 ft 6 in (12,96 m)
- Chiều cao: 11 ft 0 in (3,35 m)
- Diện tích cánh: 306 ft² (28,44 m²)
- Trọng lượng rỗng: 8.700 lb (3.955 kg)
- Trọng lượng có tải: 11.350 lb (5.159 kg)
- Trọng lượng cất cánh tối đa: 12.145 lb (5.520 kg)
- Động cơ: 1 × Pratt & Whitney R-2800-29, 2.000 hp (1.492 kW)

 Hiệu suất bay 
- Vận tốc cực đại: 465 mph ở độ cao 25.000 ft (749 km/h)
- Tầm bay: 660 dặm (1.063 km)
- Trần bay: 33.000 ft (10.061 m)
- Vận tốc lên cao: 3.125 ft/phút ở độ cao 15.000 ft (953 m/phút)
- Tải trên cánh: 37 lb/ft² (181 kg/m²)
- Công suất/trọng lượng: 0,18 hp/lb (0,96 kW/kg)

Trang bị vũ khí

- 2 × pháo 20 mm (.79 in)
- 4 × súng máy.50 in (12,7 mm)